# Золота книга українського лицарства
«Золота книга українського лицарства» — багатотомний гербовник української шляхти (видрукуваний лише 1-й випуск). Перше в українській історіографії узагальнююче дослідження в галузі генеалогічних та геральдичних студій шляхетських родів, які проживали в Україні. За характером видання є енциклопедичним довідником. Упорядник – відомий львівський мистецтвознавець М.Голубець. Гербовник планувалося видавати окремими зошитами. Перший випуск, що об'єднав гасла від літери "А" до "Б", побачив світ у Львові 1939. Появі наступних перешкодив початок Другої світової війни. Подальша доля унікального рукопису невідома.